# 我會對你唯命是從
《我會對你唯命是從》(日语：僕は君のいいなり)，日本漫畫家あがた愛的BL作品。出版社為シュークリーム。中文電子版於2016年12月22日開始在亂搭租書網連載，全12話。中文單行版《我會對你唯命是從》由尖端出版社發行。BLCD 由フィフスアベニュー發行。
獲得由ちるちる (chill chill)舉辦的BL AWARD  2017「最佳工口」第七名、BL AWARD  2018「最佳BLCD」第十四名

## 劇情簡介
國中時發現喜歡上好友的檀野，向對方表白卻遭到對方拒絕甚至失去了做朋友的資格，因而厭惡著這樣的自己。高２春天時卻又再次喜歡上了小自己一個年級的學弟——木下。為了克制自己的情感對於喜歡的對象採取了冷淡的態度。卻在某天在保健室中自慰時被木下看到了……

## 人物介紹
檀野 悠希（受，聲:田丸篤志）
高二生，網球隊副隊。性格乖巧溫柔。
曾喜歡上好友，告白後卻連普通朋友關係都做不成，之後變成對感情很負面消極。
第一眼看到木下就喜歡上對方，但怕和木下有過多接觸會對對方有更多期待，所以一直對木下很冷淡。
練習時中暑昏倒被木下送到保健室，以為木下離開後，偷偷對著對方的外套自慰，卻沒想到被返回的木下看到並被以此為威脅必須對他言聽計從。看似被迫但實際上能和木下親近而內心很開心。
對喜歡的人(木下)聽話到好欺負的地步。曾因木下隨口的一句覺得自己不戴眼鏡比較好看，隔天便換成隱形眼鏡。
木下 司（攻，聲:中澤まさとも）
高一生，網球隊社員，性格大多時候很溫和。
不記得曾和檀野學長有過衝突，但一直被檀野冷淡對待，一次在檀野中暑昏迷將他送到保健室，因為遺落的外套返回，卻看到對方拿著自己的外套自慰，借此機會威脅讓檀野對自己言聽計從。
一開始因為明明是學長的檀野很聽從自己的話這件事感到有趣，但逐漸對只有單方面的要求感到不滿足，希望檀野野能對自己除了聽話以外的要求。
吉井 諄（聲:白井悠介）
高二生，與檀野從國中就認識。很關心檀野，覺得對方太常把事情憋在心裡。
國中就知道檀野喜歡同性的事及怕失去朋友這件事，一直都在等檀野主動和自己聊感情的事。
小松（聲:深町寿成）
高一生，木下同班好友，與木下、林三個人總是一起行動。
同為網球社社員。
林（聲:土岐隼一）
高一生，木下同班好友，與木下、小松三個人總是一起行動。
同為網球社社員。
橘（聲:今村彩夏）
高一生，校花，曾對木下表白，但被拒絕。

## 單行本
| 卷數 | シュークリーム | シュークリーム | 尖端出版社    | 尖端出版社    |
| 卷數 | 出版日期       | ISBN           | 出版日期      | ISBN          |
| ---- | -------------- | -------------- | ------------- | ------------- |
| 1    | 2016年6月30日  | 9784801955721  | 2019年7月11日 | 9789571085982 |
| 2    | 2018年2月27日  | 9784801961968  | 2019年7月11日 | 9789571085999 |

## 電子版
| 卷數 | 亂搭租書網     | 亂搭租書網    |
| 卷數 | 出版日期       | ISBN          |
| ---- | -------------- | ------------- |
| 1    | 2016年12月22日 | 9789865360856 |
| 2    | 2017年11月20日 | 9789865362331 |

## 廣播劇BLCD
| 卷數 | フィフスアベニュー | フィフスアベニュー |
| 卷數 | 出版日期           | 品番               |
| ---- | ------------------ | ------------------ |
| 1    | 2017年2月24日      | FACA-0197          |
| 2    | 2018年8月8日       | FACA-0261          |

## 外部連結
- 中文電子書《我會對你唯命是從》官方網站 （页面存档备份，存于）
- あがた愛官方推特 （页面存档备份，存于）
- BLCD《我會對你唯命是從1》官方網站 （页面存档备份，存于）
- BLCD《我會對你唯命是從2》官方網站 （页面存档备份，存于）